# Kadmium
A kadmium (nyelvújításkori magyar nevén: kadany) az átmenetifémek közé tartozó kémiai elem. A rendszáma 48, a vegyjele Cd. Friedrich Stromeyer német kémikus fedezte fel 1817-ben, miután felfigyelt arra, hogy a hevítés hatására egyes cink-karbonát (ZnCO3) kristályok színe megváltozik. A színváltó kristályokból kinyert új fémnek a kalamin jelentésű latin cadmia szóból képzett 'cadmium' nevet adta. A szó közvetve Kadmosz, Théba alapítójának nevéből származik.

## Története
A kadmiumot Friedrich Stromeyer és Carl Samuel Herm egymástól függetlenül fedezte fel 1817-ben. Stromeyer megfigyelte, hogy az általa vizsgált cink-karbonát hevítés hatására elszíneződött. A tiszta cink-karbonát nem viselkedik így. Csaknem 100 éven át egyedül Németországban termeltek kadmiumot.
A kadmium elnevezést már a középkorban használták, feltehetően a cinkre. Például II. Frigyes 1226-ban feljogosította a lavanttali Szent Pál Benedek-rendi kolostort arra, hogy „ut Cadmiae tam argentj quam plumbi et ferri, que in territorio ipsius monasteri de cetero inveniri contigerint, ad opus suum”, magyarul: „hogy annak a kolostornak a területén a továbbiakban fellelt cinket, ezüstöt, ólmot és vasat a kolostor saját céljaira használják”.
Mérgező volta miatt a British Pharmaceutical Codex 1907-ben a kadmium-jodidot ajánlotta a megdagadt ízületekre (enlarged joints), skrufulusos mirigyekre (scrofulous glands) és fagyásra (chilblains).
1907-ben a Nemzetközi Csillagászati Unió az ångströmöt az 1 atmoszféra nyomású, 15 °C-os és 0,03%-os szén-dioxid tartalmú száraz levegőben a kadmium egy vörös színképvonalának hullámhosszának 1/6438,4696-odrészeként határozta meg. 1960-ban a General Conference on Weights and Measures ugyanezt a színképvonalat használta a méter alternatív definíciójának megadásához; a méter hossza ennek 1 553 164,13-szerese.
1942-ben Enrico Fermi ki-be húzogatható kadmiumrudakat használt atomreaktorához. Ezekkel a rudakkal lehetett az első (ember által alkotott) atomreaktort szabályozni, mivel a kadmium elnyelte a lassított neutronokat, ezzel csökkentette a reaktor aktivitását.

## Előfordulása
Igen ritka elem, átlagos gyakorisága a földkéregben 0,15 g/t (0,000015%). Leggyakrabban a cinket, ritkábban az ólmot helyettesíti azok ásványaiban – a Zn/Cd arány csaknem mindig a 80 és 800 közötti tartományban marad. Önálló ásványai rendkívül ritkák: ezekben a földkéreg összes kadmiumtartalmának kevesebb mint 1%-a fordul elő. Közülük messze a legismertebb és leggyakoribb az így is ritkaságnak számító greenockit (CdS). A terméskadmium nagyon ritka, eddig csak két darabot találtak belőle a jakutföldi Wiljui-medencében és Nevada államban. Iparilag hasznosítható kadmium gyakorlatilag csak a cink-, ritkábban az ólom- és még ritkábban az ónércekben található, néhány relatív %-nyi mennyiségben. Szinte kizárólag a cinkkohászat melléktermékeként nyerik ki – a szfalerit átlagos Zn/Cd aránya körülbelül 400, de az egyes metallogéniai övekben ettől elég jelentősen eltérhet.
A legfontosabb kadmiumtermelő országok (2009-ben):
- Kína,
- Japán,
- Dél-Korea;

másodlagos jelentőségű:
- Mexikó,
- USA,
- Hollandia,
- India,
- Egyesült Királyság,
- Peru,
- Németország;

kisebb mennyiségeket termelnek további 15 országban.

## Előállítása
A kadmium főként a cinktermelés melléktermékeként adódik, de keletkezik az ólom és a réz termelése során is. Kisebb mennyiséget a vas és az acél újrahasznosításából nyernek.
Az előállítás módja attól függ, miképp nyerik a cinket. A száraz eljárásban a két fém elválasztásához a forráspont különbségét használják ki. Mivel a kadmium forráspontja alacsonyabb, ezért könnyebben gőzöl el, és máshol reagál az oxigénnel, mint a cink. Végül ezt a keveréket koksszal elegyítik, és a kadmiumot ledesztillálják a cinkről. Frakcionált desztillációval a fémek tovább tisztíthatók.
A nedves eljárásban az oldatban levő kadmiumionokat cinkporral redukálják és választják ki. A keletkező kadmiumot oxigénnel oxidálják, és kénsavban oldják. Ebből a kadmium-szulfát oldatból alumíniumanóddal és ólomkatóddal végzett elektrolízissel választják ki a kadmiumot.

## Tulajdonságai

### Fizikai tulajdonságai
Puha, kovácsolható, ezüstfényű fém. Közepes tisztaságú lemezei hajtogatva az ónhoz hasonló zörejeket adnak.
A természetben 8 izotópja fordul elő. Ezek relatív gyakoriságai (tömeg%):
- 106Cd – 1,25%,
- 108Cd – 0,89%,
- 110Cd – 12,49%,
- 111Cd – 12,80%,
- 112Cd – 24,13%,
- 113Cd – 12,22%,
- 114Cd – 28,73%,
- 116Cd – 7,49%.[8]

### Kémiai tulajdonságai
Levegőn fennmarad, de melegebb környezetben sötétebb oxidréteg keletkezik rajta. Lúgokban az oxidréteg oldhatatlan, kénsavban és sósavban nehezen, salétromsavban könnyen oldódik.
Vegyületeiben többnyire két vegyértékkel fordul elő. Reakcióiban a cinkhez hasonló, de könnyebben képez komplexeket, amiknek koordinációs száma négy. Pirosas-sárgás lánggal ég kadmium-oxid létrejöttével, ami szintén erősen mérgező – ezt a vegyületet a második világháborúban az Amerikai Egyesült Államokban mint lehetséges vegyi fegyvert tanulmányozták.
A sárga kadmium-szulfid, a piros kadmium-szelenid és a fekete kadmium-tellurid fontos II-VI félvezető. Nanotechnológiailag kvantumpontként állítják elő, és a biokémiában in vitro vizsgálatokhoz használják őket.

## Kimutatása
A kadmium kimutatására szolgáló eljárás első lépésében a mintát egy nehezen olvadó üvegcsőben hevítik. A keletkező szulfid-oxid keveréket nátrium-oxaláttal fémmé redukálják. A könnyen gőzölgő kadmium a cső felső végében csapódik le.
{\displaystyle \mathrm {CdO+Na_{2}C_{2}O_{4}\rightarrow Cd+Na_{2}CO_{3}+CO_{2}} }
További kén hozzáadására és további hevítésre a fémtükörből és a kénből kadmium-szulfid keletkezik, ami felhevítve vörös, szobahőmérsékleten sárga. Ez a színváltozás többször is megismétlődik.
{\displaystyle \mathrm {Cd+{\frac {1}{8}}S_{8}\rightarrow CdS} }
A kadmiumionok szulfidoldattal vagy kén-hidrogénes vízzel képzett sárga csapadékukkal mutathatók ki. Más nehézfémek ionjai zavarhatják ezt a próbát, ezért előzőleg szét kell választani őket.
A kadmiumnyomok mennyiségének jelzésére a polarográfia ad lehetőséget. Az ultranyomtartományban higanyelektródos inverzvoltammetria használható. Eredményes lehet a grafitcsöves atomspektrometria is; ezzel a technikával a kadmium már 0,003 µg/l koncentrációban is kimutatható.

## Vegyületei
A kadmium fontosabb vegyületei a következők:

### Oxidok és hidroxidok
- Kadmium-oxid CdO
- Kadmium-hidroxid Cd(OH)2

### Halogenidek
- Kadmium-fluorid CdF2
- Kadmium-klorid CdCl2
- Kadmium-bromid CdBr2
- Kadmium-jodid CdI2

### Kalkogenidek
- Kadmium-szulfid CdS
- Kadmium-szelenid CdSe
- Kadmium-tellurid CdTe

### Egyéb vegyületek
- Kadmium-szulfát CdSO4
- Kadmium-nitrát Cd(NO3)2
- Kadmium-cianid Cd(CN)2
- Kadmium-sztearát Cd(C17H35COO)2

## Veszélyei
A kadmium melléktermékként keletkezik a cink, a réz és az ólom kinyerése közben. Trágyákban és rovarirtókban is fellelhető. Legfőbb veszélye, hogy képes helyettesíteni az esszenciális cinket, annak jótékony élettani hatása nélkül. Mivel erősen toxikus, a Zn helyébe beépülve súlyos károsodásokat okoz.

### Felvétele
A kadmium főként a táplálékkal jut az emberi szervezetbe. Kadmiummal leginkább szennyezett élelmiszerek a máj, a gombák, a kagylók és más puhatestűek, a tengeri moszat és a lenmag. Ezért korlátozzák 20 grammban a lenmag napi adagját. A műtrágya bevezetése óta azonban a kadmium feldúsult a mezőgazdasági területeken, így minden élelmiszerbe bejuthat. A foszfátforrások szegényesek, és a legtöbb előfordulás nehézfémekkel vagy sugárzó anyagokkal szennyezett. A növények sokáig elviselik a magas Cd-tartalmat, ezért a kadmium könnyen bekerülhet az állati és emberi táplálékláncba jóval azelőtt, hogy maguk a növények láthatóan károsodnának. Sok ipari ország ezért határértéket vezetett be a trágya kadmiumtartalmára.
Az emberi és állati szervekben a Cd felhalmozódik, így krónikusan toxikussá válik. Az emberek számára külön Cd-forrás a dohányzás, ami az akkumulációt is erősíti (folyamatos Cd-felvétel). A krónikus Cd-toxicitás tünetei közül megemlítendő a szív- és veseelégtelenség, a magas vérnyomás. Fokozott veszélynek vannak kitéve a sok kadmiumot kibocsátó gyárakban dolgozók, de az illegális hulladéklerakók is növelik a veszélyt. Belélegzése súlyosan károsítja a tüdőt, így akár halált is okozhat. Az ipari katasztrófák és az évtizedekig tartó szennyezés hatásai valós veszélyekre mutatnak rá (Guangdong, itai-itai-kór, Gressenich-betegség).

### Az emberi szervezetben okozott károk
A kadmium 5%-ban szívódik fel a belekben. Vas- és kalciumhiány esetén ez az arány megnő, mivel a három fém ugyanazzal a transzporttal szívódik fel. A kadmium a májban fokozza a metallothioneinek szintézisét, amikkel komplexet képez. A vérkeringéssel a vesébe jutó kadmiumot a vese visszajuttatja a vérbe, ami újra fokozza a metallothioneinek szintézisét, ezzel több kadmiumot köt meg. A vesében felhalmozódó kadmium a szerv károsodásához és fehérjevizeléshez vezet.
A kadmium a csontokat is károsítja, mivel azokból kihajtja a kalciumot. A belekben is verseng a kalciummal. Emellett a kadmium a kalcitriol szintézisét is blokkolja. Ez ahhoz kell, hogy aktiválja a kalciumhoz kötődő fehérjéket. Összesítve mind a felszívódást, mind a csontokban maradást, mind a visszaszívódást akadályozza.

### Tünetei
- hasmenés, gyomorfájás és heves hányás
- vesekárosodás
- csontritkulás, csonttörés
- a központi idegrendszer károsodása
- az immunrendszer károsodása
- a szaporítószervek károsodása, terméketlenség
- pszichés zavarok
- gyaníthatóan a DNS sérülése, rák
- a szaglás elvesztése

## Biztonsági intézkedések
A kadmiumot „nagyon mérgezőként”, vegyületeit „mérgezőként” vagy „nagyon mérgezőként” tartják számon. Gyaníthatóan rákkeltőek. A kadmiumtartalmú por belélegezve károsítja a tüdőt, a májat és a vesét.
Jól szellőzőnek kell lenniük, vagy légelszívásról kell gondoskodni azokban a helyiségekben, ahol felhevített kadmiumvegyületekkel dolgoznak. Az Európai Unió rendelkezései szerint a műanyagokban a kadmiumra vonatkozó határérték 0,01 tömegszázalék. A következőkben még szigorúbb rendelkezések bevezetését tervezik.

## Felhasználása
A kadmiumot korrózióvédelemre, akkumulátorcellák elektródjának, atommaghasadás szabályozására, könnyen olvadó ötvözetek előállítására, a napelemgyártásban (tellúrral ötvözve), festékek készítésére alkalmazzák.
2011 decemberétől az Európai Unió betiltotta a kadmium használatát ékszerekben, ötvözetekben és PVC-ben.
További felhasználási területek:
- kadmium-szulfid és kadmium-szelenid festékanyag lakkokhoz és műanyagokhoz. Ennek kisebb a gyakorlati jelentősége, mivel egészségkárosodást okozhat, különösen a megfelelő cikkek égetésekor.
- fékekben súrlódó anyag
- kadmium-oxid világító festék fekete-fehér katódsugárcsőben, kék és zöld katódsugárcsőben
- szabályozórúd atomreaktorokban
- nagy energiájú gamma-sugárzás forrása
- kadmium-szulfid fényességmérőkben, amik az emberi szemhez hasonlóan mérik a fényességet
- kadmium-tellurid infravörös kamerákban
- kadmium-sztearát stabilizátor műanyagokban
- Weston-normálelem egy volt előállítására
- kadmium-bizmut ötvözet olvadóbiztosítékhoz
- aranyzöld ékszerek: arany-kadmium ötvözet
- ezüst-kadmium ötvözet dezoxidálószerként Sterling-ezüsthöz
- kadmiumlámpa
- hélium-kadmium lézer
- elektrofiziológiában feszültségaktív kalciumcsatornák blokkolására
- üveg színezése sárgára, narancssárgára és vörösre